# Franz Müller (Mediziner)

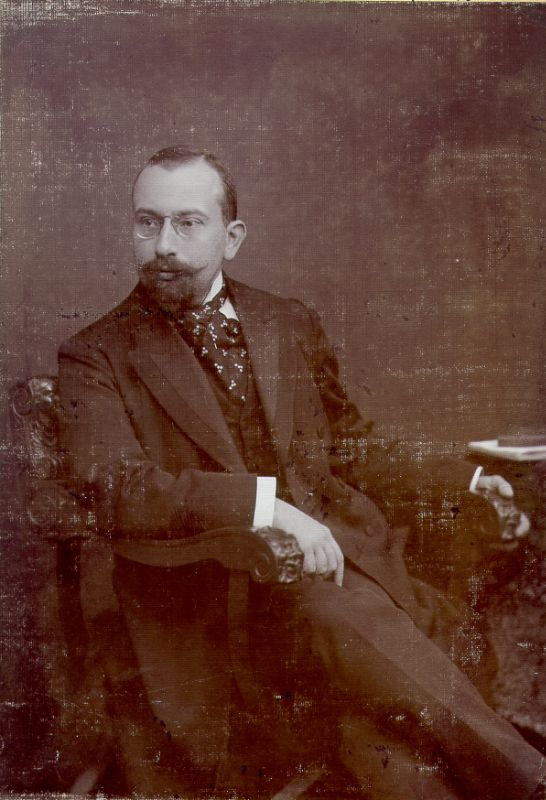
Franz Müller

Franz Robert Müller (* 31. Dezember 1871 in Berlin; † 1. Oktober 1945 in Fayence (Var)) war ein deutscher Pharmakologe.
Er studierte Chemie und Medizin in Berlin und Heidelberg. Nach seiner Promotion im Jahre 1898 wurde er Assistent von Rudolf Gottlieb im Heidelberger Institut für Pharmakologie.
Von 1900 bis 1914 war er in Berlin Mitarbeiter von Nathan Zuntz. Daneben begann er 1902 als Privatdozent an der Friedrich-Wilhelms-Universität, wo er 1912 außerordentlicher Professor für Pharmakologie wurde. 1933 wurde ihm die Lehrbefugnis entzogen.

## Veröffentlichungen
- mit Hans Aron: Über die Lichtabsorption des Blutfarbstoffes: Erwiderung an R. v. Zeynek. In: Zeitschrift für Physiologische Chemie. Band 50, S. 443–444
- Zur Kritik des Miescher'schen Hämometers. In: Archiv für Physiologie. Nr. 5/6, 1901, S. 443–458
- Ein Beitrag zur Methodik der Bestimmung der Gesammtblutmenge. In: Archiv für Physiologie. Nr. 5/6, 1901, S. 459–465
- mit Nathan Zuntz, Adolf Loewy, Wilhelm Caspari: Untersuchungsmethoden. [w:] Höhenklima und Bergwanderungen in ihrer Wirkung auf den Menschen: Ergebnisse experimenteller Forschungen im Hochgebirge und Laboratorium. Bong, Berlin 1906, S. 150–171
- Beiträge zur Toxikologie des Ricins. In:  Naunyn-Schmiedeberg's Archives of Pharmacology. Band 42, 1899, S. 2–4
- Beiträge zur Analyse der Cholinwirkung. In: Pflüger's Archiv für die gesamte Physiologie des Menschen und der Tiere. Band 134, 1910, S. 6–8 doi:10.1007/BF01680349
- mit Emil Abderhalden: Die Blutdruckwirkung des reinen Cholins. In: Zeitschrift für Physiologische Chemie. Band 65, 1910, S. 420–430